# Кампф, Артур
Артур Кампф (с 1912 фон Кампф, нем. Arthur Kampf; 28 сентября 1864, Ахен — 8 февраля 1950, Кастроп-Рауксель) — немецкий художник и педагог в Дюссельдорфской высшей школе искусств.

## Жизнь и творчество
Родился в семье художника и придворного фотографа Августа Кампфа. В 1879—1891 учился в дюссельдорфской Художественной академии у Петера Янсена. После окончания — преподаватель, затем профессор в дюссельдорфской Академии. В 1888 написал картину Похороны императора Вильгельма I. В 1889 приехал в Берлин, в берлинскую Академию искусств. В 1912 году в Вюртемберге ему присвоено дворянское звание. В 1915—1924 возглавлял Высшую школу изящных искусств в Берлине. Был членом Прусской академии искусств.
После прихода в Германии к власти национал-социалистов вступил в НСДАП. На Большой германской художественной выставке в Доме немецкого искусства в Мюнхене в 1939 году были представлены несколько его работ, в том числе принадлежавшее Имперской канцелярии полотно Борьба света и тьмы. В том же 1939 году ему присвоено почётное звание (Adlersschild) Германской империи с посвящением Немецкому художнику. В 1944 году лично Адольфом Гитлером был внесён в особый список Gottbegnadeten-Liste — наиболее заслуженных живописцев Рейха.
Писал полотна преимущественно на историческую и мифологическую тематику, изображал военные события разных лет. Его полотна использовались немецкой пропагандой во время обеих мировых войн. Особенно активно творчество художника применялось в своих целях национал-социалистскими властями Германии. В этот период работы А. Кампфа являлись составной частью искусства нацистской идеологии крови и почвы.